# Batilly-en-Puisaye

Batilly-en-Puisaye este o comună în departamentul Loiret din centrul Franței. În 1 ianuarie 2022 avea o populație de 106 de locuitori.